# Pohlia nutanti-polymorpha
Pohlia nutanti-polymorpha är en bladmossart som beskrevs av Brotherus 1903. Pohlia nutanti-polymorpha ingår i släktet nickmossor, och familjen Bryaceae. Inga underarter finns listade i Catalogue of Life.